# Dilney Chaves Cabral
Dilney Chaves Cabral (Tubarão, 28 de outubro de 1919 — 6 de janeiro de 1982) foi um político brasileiro.

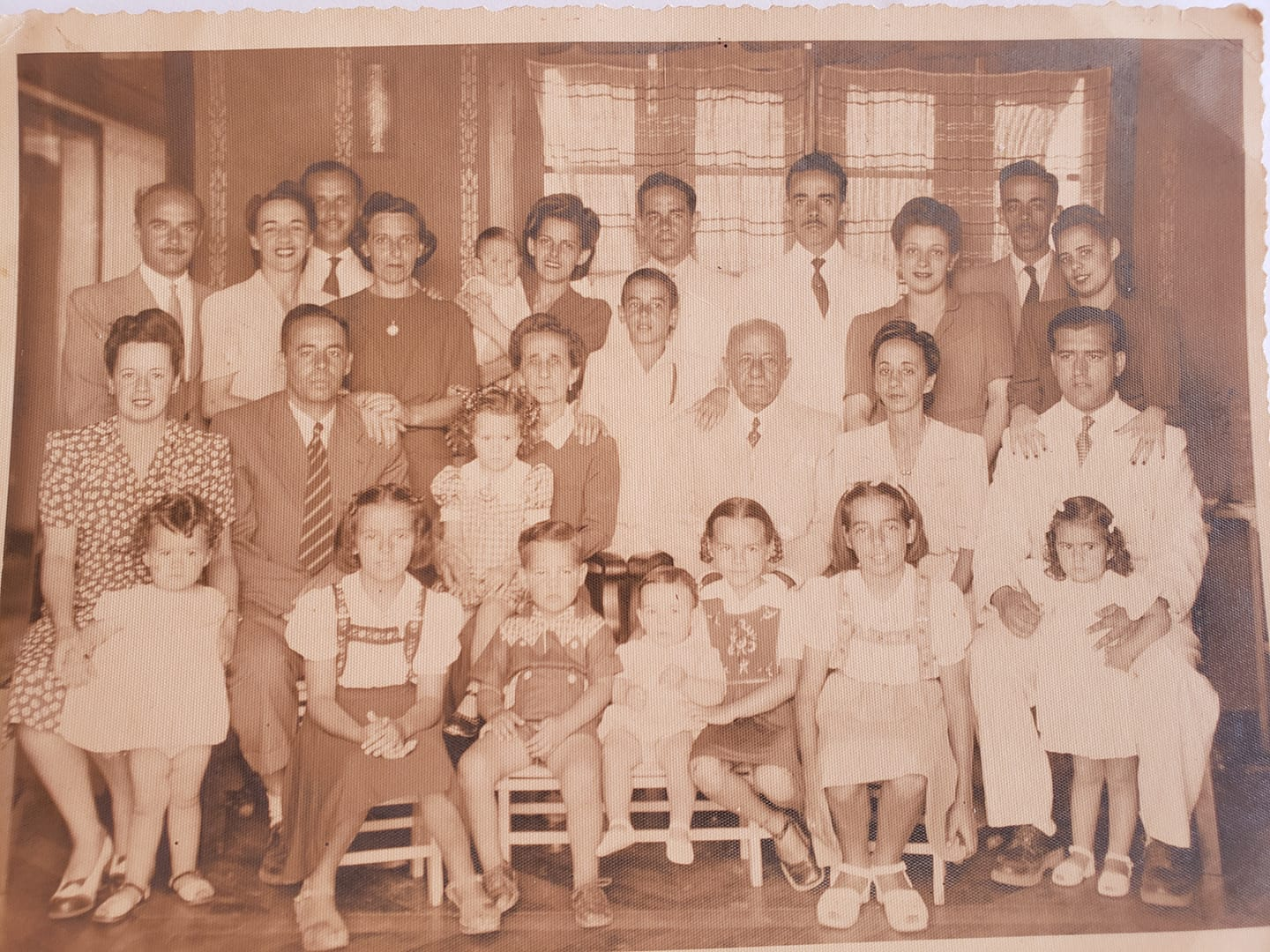
Família Marcolino Martins Cabral e sua mulher Abigail Chaves Cabral, Tubarão, SC. Dilney Chaves Cabral é o quarto de pé a partir da direita.

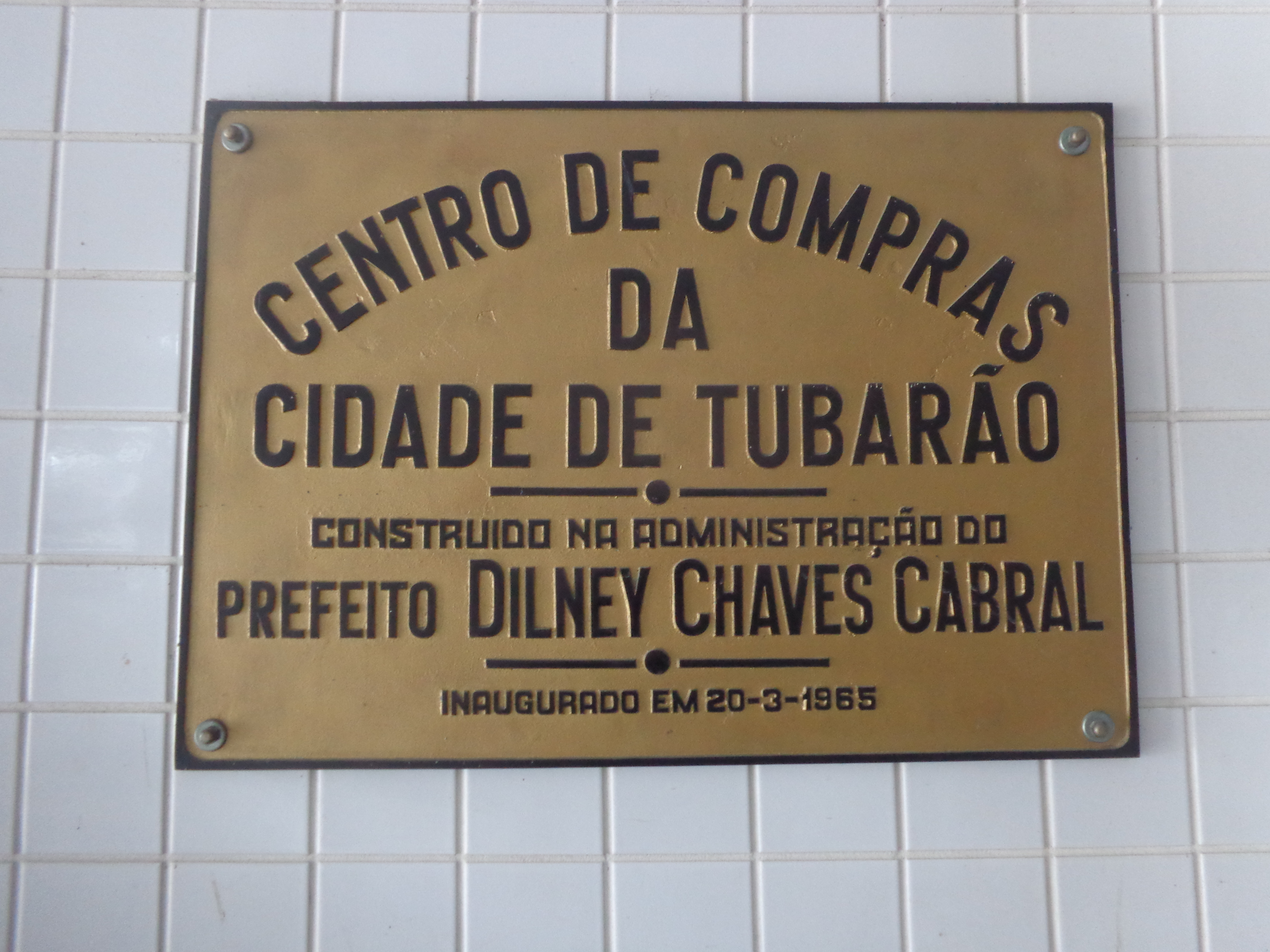
Placa Identificatória do Centro de Compras (Mercado Público) de Tubarão

Filho de Marcolino Martins Cabral, exerceu o cargo de prefeito de Tubarão de 1961 a 1965, eleito pelo Partido Social Democrático (PSD), e de 1970 a 1972, eleito pela Aliança Renovadora Nacional (ARENA).
Sua principal atividade profissional foi cartorário. Um de seus filhos continua administrando o Cartório Cabral, por ele iniciado.
A ponte sobre o rio Tubarão que leva o seu nome foi construída no governo de Paulo Osny May (1977-1982).
Quando morreu era presidente da Codetu, ainda no mandato de Paulo Osny May.[carece de fontes?]
Em sua passagem pela prefeitura também é lembrado como urbanista (sua obra marcante[carece de fontes?] é a avenida Marcolino Martins Cabral, que leva o nome do pai e também ex-prefeito), e no aspecto educacional, foi o fundador da faculdade de economia[carece de fontes?], embrião da Unisul.[carece de fontes?]